# Dale Roberts (futebolista nascido em 1956)
Dale Roberts (Newcastle upon Tyne, 8 de outubro de 1956 — Ipswich, 5 de fevereiro de 2003) foi um futebolista e treinador inglês. 

## Carreira como futebolista
Começou sua carreira jogando no Ipswich Town. Estava nesse clube ao mesmo tempo que outros meio-campistas, como Kevin Beattie, Allan Hunter, Russell Osman e Terry Butcher. Jogou 24 jogos antes de passar para o Hull City fazendo 182 aparições, enquanto o clube passava da quarta para a segunda divisão, antes de aposentar-se por lesão. Mais tarde, teve feitiços com o North Ferriby United e o Bridlington Town.

## Carreira como treinador
Começou sua carreira de treinador no Hull City, onde se reuniu com o gerente Colin Appleton, que o transformou em técnico da equipe juvenil. Em 1993, juntou-se ao amigo de longa data George Burley no Ayr United como assistente técnico antes de a dupla mudar-se para o Colchester United, onde se tornou assistente de zeladoria em 1994, depois que Burley saiu abruptamente para se juntar ao Ipswich. Em 1995, voltou ao Ipswich como assistente técnico de George Burley. Muitos torcedores do Ipswich compartilham a memória de Roberts e Burley dançando no gramado de Wembley, logo após Martijn Reuser marcar o quarto gol na final do play-off. Roberts passou a liderar as reservas para o título da FA Premier Reserve League (Sul) na temporada 2001-02.

## Morte
Morreu em 5 de fevereiro de 2003 no Ipswich Hospital em Ipswich, aos 46 anos, após uma batalha de dois anos contra o câncer.

## Estatísticas como treinador
| Clube                       | Nacionalidade | De                     | A                     | Recorde | Recorde  | Recorde | Recorde  | Recorde        |
| Clube                       | Nacionalidade | De                     | A                     | Jogos   | Vitórias | Empates | Derrotas | Aproveitamento |
| --------------------------- | ------------- | ---------------------- | --------------------- | ------- | -------- | ------- | -------- | -------------- |
| Colchester United (Zelador) | Inglaterra    | 24 de novembro de 1994 | 12 de janeiro de 1995 | 5       | 1        | 1       | 3        | 20             |